# Ribeirão Lontra
O Ribeirão Lontra é um rio brasileiro que banha o estado de Mato Grosso do Sul.
É um afluente do rio Paraná, pela margem direita.
1. ↑  MEDEIROS, G.F.; SOUSA, F.A.; VALADARES, L.E.T.; SILVA, S.S. (2020). «MAPEAMENTO DA SUSCEPTIBILIDADE A EROSÃO DOS MATERIAIS INCONSOLIDADOS AGRAVADO PELO ESCOAMENTO SUPERFICIAL NA BACIA DO RIO LONTRA – TO». Faculdade de Ciências do Tocantins. Facit Business and Technology Journal. 2 (16). Consultado em 8 de setembro de 2024